# Дневники полукровки
«Дневники полукровки» (англ. The Demigod Diaries) — сборник рассказов из цикла Герои Олимпа авторства Рика Риордана, состоящий из четырёх новелл, основанными на греческой и римской мифологиях. В США он был выпущен компанией Disney-Hyperion, тогда как адаптацией в России занималось издательство Эксмо. 
Первая история раскрывает, как Лука Кастеллан и Талия Грейс встретили Аннабет Чейз, а также причины, из-за которых Лука предал своих друзей в серии Перси Джексон и Олимпийцы. Во втором рассказе Перси Джексон и Аннабет ищут украденный кадуцей Гермеса, а по сюжету третьей новеллы Лео Вальдес, Джейсон Грейс и Пайпер МакЛин пытаются разыскать Буфорда, прогулочный стол с триремы Арго II, чтобы не допустить уничтожения Лагеря Полукровок. Четвёртый сегмент сборника был написал Хейли Риорданом, сыном автора, который показывает, что случилось с полубогами, сражавшимися на стороне Кроноса в «Последнем пророчестве». Также в книге присутствуют викторина, пазл, а также портреты персонажей мира Риордана.
Все четыре рассказа получили положительные отзывы, особенно творчество Хейли, высоко оценённое за хороший сюжет и за стиль повествования, отличный от остальной части книги, хотя этот аспект также подвергся критике со стороны одного из критиков. В течение 2012 года было продано более 200 000 экземпляров, в результате чего книга стала бестселлером по версии The New York Times.

## Сюжет

### Дневник Луки Кастеллана
Главным героем первого рассказа выступает Лука Кастеллан, сын бога Гермеса, который описывает в своём дневнике путешествие с Талией Грейс (дочерью Зевса) с того момента, когда они столкнулись с козой Амалфеей в Ричмонде, штате Виргиния. Последовав за животным к статуе Роберта Эдварда Ли, Талия объясняет, что благодаря козе она когда-то встретила Луку. После этого полубоги отправляются в старые особняк, расположенный через улицу.
Как только молодые люди переступают порог дома, двери закрываются, из-за чего Талия пытается выбраться наружу через окно, однако на неё тут же нападают шторы, пытающиеся задушить её. Лука спасает подругу с помощью клюшки для гольфа. Они замечают странных существ, спрятавшихся в тени, вслед за чем с верхнего этажа раздается голос, побуждающих их уйти. Лука и Талия поднимаются по лестнице и входят в самую дальнюю комнату. Там они встречают Хэлсина Грина, пожилого сына Аполлона, вместе с монстром, запертым в клетке. Хэлсин, в то время как его голос исходит из уст существа, объясняет, что в клетке заточёна левкрота, а сам он был проклят своим отцом за то, что воспользовался своим даром пророчества, чтобы спасти девушку-полубога. В наказание бог лишил его голоса и заточил в особняке. Также Хэлсин раскрывает полубогам, что в скором времени левкроты съедят незваных гостей, а сам он заберёт их припасы.
Талия просит Хэлсина выгнать монстра из комнаты, чтобы они могли придумать способ убежать. Затем, убедившись, что молодые люди проникли в его дом не с целью нахождения сокровища, Хэлсин достаёт металлический сейф. Лука использует свои врождённые способности взломщика, чтобы открыть его, обнаружив внутри браслет. В благодарность, Хэлсин решает предсказать будущее своих собеседников. Он говорит Талии, что она выживет в роковой для неё день, однако пожертвует собой, чтобы спасти своих друзей. Увидев будущее Луки, испугавшийся Хэлсин заявляет, что тому предстоит сделать выбор и предать своих друзей.
Позже, трио находит рецепт греческого огня, чтобы остановить леврокту. Подобрав необходимые ингредиенты, Талия призывает молнию, чтобы приготовить смесь. Хэлсин передаёт Луке кинжал, который ему в своё время подарила спасённая им девушка, дабы тот с его помощью сделал правильный выбор. На закате в комнату проникают монстры, и Хэлсин жертвует собой, используя греческий огонь, чтобы отвлечь их, дав возможность Луке и Талии спастись. Левкроты переживают взрыв и следуют за ними. Тем не менее, Лука находит пароль для активации браслета, и когда Талия произносит его, в её руке появляется щит Эгиды. Животные теряют зрение и вскоре исчезают. Затем дом взрывается, но полубогам удаётся выжить.
Впоследствии, Лука и Талия решают отправиться к реке Джеймс, чтобы пополнить свои запасы. Когда они прибывают в старый сарай, их внимание привлекает шум неподалёку. В этот момент Лука и Талия знакомятся с Аннабет Чейз, девочкой семи лет, которая сбежала из дома. Лука дарит ей кинжал Хэлсина и приглашает отправиться вместе с ними в путешествие.

### Перси Джексон и посох Гермеса
По сюжету, Аннабет Чейз интересуется у Перси Джексона об особенном ужине, который тот пообещал ей в честь месяца их отношений. Юноша забывает об этом, но прежде чем молодые люди выясняют отношения, их прерывает появившийся Гермес. Бог рассказывает, что, когда он доставлял посылку для Януса, гигант Какус похитил его кадуцей. Он поручает Перси и Аннабет найти реликвию и вернуть ему.
С помощью своего щита, Аннабет удаётся обнаружить логово гиганта под Митпэкингом. Прибыв на место, они спускаются через канализацию и находят подземную пещеру. Там пара обнаруживает намерение Какуса стать богом странствующих торговцев, используя Джорджа и Марту, змей кадуцея, для кражи контрафактных товаров. Аннабет и Перси нападают на Какуса, и после практически сокрушительного поражения Перси затопляет пещеру сточными водами, чтобы вернуться на поверхность.
Затем Аннабет использует кран, чтобы захватить гиганта в воздухе, а Перси уничтожает его после активации «лазерного режима» кадуцея. Пара возвращает посох Гермесу, а бог, в благодарность за их помощь, организовывает Перси и Аннабет свидание в Париже, тем самым спасая Перси от забытого им обещания.

### Лео Вальдес и поиски Буфорда
После двух месяцев строительства Арго II, триремы, на которой семёрка полубогов из «Пророчестве Семи» должна отправиться в Европу, Лео Вальдес сообщает Джейсону Грейсу и Пайпер МакЛин, что автоматон Буфорд покинул своё убежище, будучи отполированным очистителем стекла марки Windex, прихватив с собой синкопу, жизненно важный элемент для создания корабля, который взорвётся без артефакта и уничтожит большую часть леса в Лагере Полукровок.
Троица отбывает на поиски Буфорда, и, по прибытии в «Лабиринт смерти», Пайпер замечает стол. Прежде чем удаётся схватить его, появляются менады, нимфы, являющийся страстными поклонницами Диониса. Убив дракона, они обнаруживают трёх полубогов. Лео утверждает, что он и есть бог вина и пытается убежать, но вскоре его разоблачают. Троица разделяется: Джейсон уходит за Буфордом, а Пайпер и Лео возвращаются в укрытие последнего, чтобы установить ловушку для преследователей.
Лео передаёт Пайпер блок управления и просит её отвлечь нимф. Полубог бросает диско-шар, который превращается в золотую сеть Гефеста, заключая менад в тюрьму. Вскоре появляется Джейсон с Буфордом, и Лео в последний момент устанавливает синкопу на Арго II, чтобы предотвратить взрыв.
После этого Хирон поздравляет трио с захватом нимф и обещает отправить их в Атлантик-Сити. Одержав победу, Джейсон, Лео и Пайпер празднуют сочельник вместе с другими отдыхающими в ту ночь полукровками и обсуждают их дружбу.

### Сын магии
Главным героем заключительного рассказа выступает доктор Говард Клеймор. По сюжету, он читает лекцию о своей новой книге. Под конец, он отводит время для вопросов из аудитории, получая вопрос от юноши из толпы о том, что могло бы произойти, если бы кому-то удалось найти способ остановить смерть. Клеймор находит эту идею абсурдной и завершает лекцию. Затем госпожа Ламия, ведущая лекции, поздравляет его с успешным окончанием мероприятия. Позже, тот самый юноша по имени Алебастр Торрингтон, даёт ему свой адрес, надеясь получить ответ на заданный вопрос. Той же ночью Клэймор получает загадочный звонок от Ламии, спрашивающей адрес мальчика, но он отказывается сообщить его и кладёт трубку.
Между тем, Клэймора посещает видение, в котором Алебастр просит помощи у своей матери, утверждая, что за ним охотится его сестра, однако та не удовлетворяет его просьбу. Проснувшись, Клэймор берёт с собой пистолет и отправляется завтракать в кофейню Бурли Блэка. Там же оказывается Ламия, угрожая доктору и раскрывая свою чудовищную сущность. Она манипулирует туманом, поэтому другие смертные оказываются не в состоянии увидеть её, однако Клэймор использует своё оружие, чтобы спастись. Он узнаёт, что Ламия, как и Алебастр, является дочерью богини Гекаты и, ко всему прочему, обладает бессмертием.
Монстр поджигает кафетерий заклинанием и убивает Берли. Клэймор скрывается на автомобиле и отправляется в дом юноши. Там он обнаруживает, что мальчик жил с туманом-образом, принявшим форму пожилого человека, и использовал свою магию, чтобы защитить себя от Ламии. После битвы с монстром, Алебастр обнаруживает заклинание, чтобы остановить его, и Клэймор жертвует собой, дабы мальчик смог завершить ритуал. Доктор попадает в реку Стикс, откуда его втаскивает Геката. Богиня заявляет, что она помешала Алебастру завершить обряд, так как не хотела смерти своего ребёнка. Она сообщает, что разлучила его и Ламию, чтобы избежать будущих столкновений, а затем возрождает Клэймора в форме тумана-образа, в результате чего тот становится компаньоном юноши в его путешествии.

### Дополнительные материалы
В дополнение к четырем рассказам в книге содержится сопроводительное письмо, написанное Риком Риорданом, «писцом» Лагеря Полукровок, а также краткое объяснение мотивации автора написать «Похитителя молний», первой книги цикла Перси Джексон и Олимпийцы и всей серии в целом. После завершения второго рассказа было опубликовано «интервью» с Джорджем и Мартой, змеями кадуцея Гермеса. Среди историй также были различные игры, такие как головоломки и викторины, включая изображения персонажей и иллюстрации локаций, описанных во всех рассказах.

## Главные герои
- Лука Кастеллан — сын Гермеса. Прибыв в особняк, показанный статуей Роберта Эдварда Ли, он использует свою силу, чтобы открыть замки и попасть в это место. После того, как Хэлсин Грин обнаруживает сундук с сокровищами, Луке снова удаётся открыть замки. Затем он помогает создать греческий огонь, пробившись с его помощью к свободе. Когда Хэлсин жертвует собой ради него и Талии, Лука обещает, что его не будут мучить боги Олимпа. Некоторое время спустя, Лука и Талия знакомятся с Аннабет, которой Лука передаёт кинжал Хэлсина.
- Талия Грейс — дочь Зевса. В доме Хэлсина она пытается открыть окно, но на неё нападают заколдованные шторы, от которых её спасает Лука. Когда Хэлсин показывает хранящееся в особняке сокровище, она понимает намерение Амалфея привести её к нему. Лука открывает сейф, и девушка забирает оттуда браслет. В попытках активировать артефакт Талия терпит неудачу. Она призывает молнию, чтобы создать греческий огонь. Сбежав из особняка, Талия понимает, что браслет является щитом, активирующимся по команде Эгида.
- Хэлсин Грин — сын Аполлона. Был проклят своим отцом после того, как использовал его дар пророчества, чтобы спасти девушку-полубога, которая отдала ему кинжал в знак благодарности. Бог заставил его носить одежду из кожи Пифона, изолировав его в особняке в Ричмонде, где его охраняли левкроты, которые были связаны с его мыслями и могли говорить за него. Существа использовали его как приманку, чтобы заманивать полубогов, ищущих его сокровища. Это был способ Аполлона напомнить ему, что его голос привёл других к смерти. После смерти полубогов, он крал их продовольственные запасы. Хэлсин решил создать дневник, заполнив его своими заметками и прогнозами на будущее. Когда Хэлсон решает пожертвовать собой, чтобы спасти Талию и Луку, он отдаёт последнему дневник и кинжал.
- Аннабет Чейз — дочь Афины. Была найдена Лукой и Талией, которые стали её новой семьёй. В «Посохе Гермеса» она разочаровывается, понимая, что её парень Перси Джексон забыл об их месячной годовщине. Прежде чем тот успевает объясниться, появляется Гермес, который поручает паре вернуть его похищенный кадуцей. Она обнаруживает вора Какуса с помощью своего щита, и вместе с Перси отправляется за ним в подземную пещеру под Митпэкингом. Они побеждают монстра, когда Аннабет поднимает его с помощью крана, а Перси использует кадуцей Гермеса, чтобы уничтожить его. В награду бог организовывает им свидание в Париже.
- Перси Джексон — сын Посейдона. Он забывает о своём обещании отпраздновать их с Аннабет годовщину, однако, прежде чем он успевает объясниться, их прерывает Гермес. В пещере гиганта он и Аннабет сражаются с Какусом за посох бога, однако, когда перевес в силе оказывается на стороне монстра, Перси взрывает канализацию, затопив его логово. На поверхности он возвращает кадуцей и использует его «лазерный режим», чтобы победить гиганта.
- Лео Вальдес — сын Гефеста, от которого сбегает автоматон Буфорд, который забирает с собой запчасти, необходимые для создания триремы Арго II. Лео просит помощи у своих друзей Джейсона и Пайпер. Отправившись в лес Лагеря Полукровок, они сталкиваются с менадами. Лео выдаёт себя за Диониса, чтобы вразумить нимф, но те раскрывают его обман и начинают преследовать его. Вернувшись в бункер, ему удаётся поймать их в сеть Гефеста. Помимо этого, он успешно извлекает запчасти, похищенные Буфордом, чтобы предотвратить взрыв в лесу лагеря.
- Джейсон Грейс  сын Юпитера, римского аналога Зевса. Когда он, Лео и Пайпер подвергаются нападению со стороны менад, группа распадается, и Джейсон отправляется на поиски Буфорда. Он вовремя возвращается с автоматоном, чтобы Лео извлёк из него запчасти для Арго II.
- Пайпер МакЛин — дочь Афродиты, богини любви. Обладает редким даром очарования. Она отвлекает девушек, прежде чем Лео удаётся поймать их в ловушку.
- Алебастр Торрингтон — сын Гекаты. Сражался на стороне Кроноса во время битвы в Манхэттене. После поражения титана, Алебастр просил свою мать продолжить борьбу против других олимпийских богов. Тем не менее, она приняла мирное соглашение, и Алебастр был изгнан, чтобы наказание не коснулось других детей богини. После этого его преследовала Ламия, чудовище, являющаяся дочерью Гекаты, не способная умереть. Мальчик использовал свою магию, чтобы защитить себя, и, наконец, попросил доктора Клеймора помочь окончательно остановить монстра. Ламия застаёт их обоих врасплох в доме Алебастра, который находит заклинание, чтобы победить её, однако их мать снимает его. Тем временем Геката разделяет их, чтобы положить конец преследованию.
- Доктор Говард Клеймор — смертный профессор, который знакомится с Алебастром во время одной из его лекций. После того, как мальчик дал свой адрес, Ламия сталкивается с ним на следующий день в кафе и вызывает пожар, убивая его друга менеджера Барли Блэка. Клеймор временно останавливает монстра с помощью своего пистолета и отправляется к дому Алебастра. Когда тот находит заклинание, необходимое для убийства его сестры, она захватывает Клеймора, который жертвует собой, чтобы мальчик мог закончить заклинание. После смерти он знакомится с Гекатой, которая возрождает его в образе духа, чтобы тот мог сопровождать Алебастра в его изгнании.

## Разработка и маркетинг
О разработке «Дневников полукровки» было объявлено 10 января 2012 года на телешоу Rock Center with Brian Williams во время продвижения книги «Тень змея», последней книги Рика Риордана в трилогии Наследников богов. Риордан отметил, что собирается выпустить дополнительный сборник к Героям Олимпа, чтобы отвлечь фанатов от ожидания третьей книги серии, «Метку Афины».
Во время анонса, Риордан раскрыл содержимое историй, первая из которых должна была послужить приквелом к «Похитителю молний» и рассказать о том, как Лука Кастеллан и Талия Грейс познакомились с Аннабет Чейз, в то время как второй рассказал разворачивался от лица Перси Джексона и хронологически располагался между «Последним пророчеством» и «Пропавшим героем», тогда как третья история велась от третьего лица и повествовала о приключениях Лео Вальдеса, Джейсона Грейса и Пайпер МакЛин. Четвёртая новелла должна была стать литературным дебютом сына автора, Хейли, который написал о полубоге, сражавшемся на стороне Кроноса во время битвы в «Последнем пророчестве».
Обложка, созданная Джоном Рокко, была выпущена 20 января, а название каждой истории было опубликовано 15 июня 2012 года. Иллюстрации в начале каждой главы разрабатывались Стивом Джеймсом, а цветные изображения персонажей создавались Антонио Капаро. В тот же день Риордан опубликовал часть истории «Посох Гермеса» с участием Перси и Аннабет.

## Выпуск книги
«Дневники полукровки» были выпущены в Соединенных Штатах компанией «Disney-Hyperion» 14 августа 2012 года в твёрдом переплёте и на цифровом носителе. Аудиокнига, рассказчиками которой выступили Джесси Бернштейн, Ник Чэмиан, Джошуа Суонсон и Аарон Гробен, вышла в тот же день. В течение 2012 года было продано более 200 000 экземпляров, в результате чего книга стала бестселлером по версии The New York Times.

## Критика
Книга была в основном положительно встречена критиками. Её средний балл на Goodreads составил 4.18 / 5 на основании 39 000 оценок. Джиллиан П. из Pikes Peak Library District назвала все истории очень интересными, а также «наполненными духом приключения и юмором», в частности выделив историю Луки, проливающую свет на прошлое персонажа. Рецензент также оценила стиль написания новеллы Хейли Риордана, однако сочла её слишком мрачной, по сравнению с другими рассказами. В ревью Стефани Б. из Pikes Peak Library District было отмечено взаимодействие Лео, Джейсона и Пайпер и развитие сюжета их истории. Тем не менее, он назвал последнюю из представленных новелл «разочаровывающей», посчитав, что она была бы увлекательнее, если бы повествование велось от лица Алебастера, а не Клеймора.
Барбара Шульц из Common Sense Media заявила: «несмотря на то, что это не очень хорошая книга, после её прочтения приобретается увлекательный опыт, как в случае с другими произведениями Риордана». Рецензент также подчеркнула различия между повествованием автора и его сына в рамках подхода к теме загробной жизни, отметив работу Хейли как «впечатляющую для подросткового писателя». В обзоре Publishers Weekly на аудиокнигу Джесси Бернштейн, Ник Чэмиан, Джошуа Суонсон и Аарон Гробен получили похвалу за «хорошее выступление».